# Amy Cuddy
Amy Joy Casselberry Cuddy (nascida em 23 de julho de 1972) é uma psicóloga social, autora e palestrante americana. Ela é uma defensora da "pose de poder", uma técnica de autoaperfeiçoamento cuja validade científica foi questionada. Amy atuou como membra do corpo docente da Rutgers University, Kellogg School of Management e da Harvard Business School. O trabalho acadêmico mais citado de Cuddy envolve o uso do modelo de conteúdo estereotipado que ela ajudou a desenvolver para entender melhor a maneira como as pessoas pensam sobre pessoas e grupos estereotipados. Embora Cuddy tenha deixado seu cargo permanente na Harvard Business School na primavera de 2017, ela continua a contribuir para seus programas de educação executiva. Também no ano de 2017, Amy Cuddy teve seu nome publicado na Lista das 100 Mulheres (BBC) do ano de 2017.

## Infância e educação
Cuddy cresceu na pequena cidade de Robesonia, na Pensilvânia. E se formou na Conrad Weiser High School em 1990.
Em 1998, Cuddy obteve o título de bacharel em psicologia, graduando-se magna cum laude, pela Universidade do Colorado. Ela frequentou a Universidade de Massachusetts Amherst de 1998 a 2000 antes de se transferir para a Universidade de Princeton para seguir sua conselheira, Susan Fiske. Ela recebeu um Master of Arts em 2003 e um PhD em 2005 em psicologia social (dissertação: "The BIAS Map: Comportamento de afeto intergrupal e estereótipos") da Universidade de Princeton.

## Carreira acadêmica
De 2005 a 2006, Cuddy foi professora assistente de psicologia na Rutgers University. Em 2012, foi professora assistente na Kellogg School of Management da Northwestern University, onde lecionou liderança em organizações no programa de MBA e métodos de pesquisa no programa de doutorado. Em 2013, foi professora assistente na Unidade de Negociação, Organizações e Mercados da Harvard Business School, onde ministrou cursos de negociações, liderança, poder e influência e métodos de pesquisa. Na primavera de 2017, o The New York Times relatou, "ela deixou discretamente seu emprego permanente em Harvard", onde lecionou no departamento de psicologia.

## Pesquisas

### Estereótipos
Em 2002, Cuddy foi coautora da proposta do modelo de conteúdo estereotipado, com Susan Fiske e Peter Glick (Lawrence University). Em 2007, os mesmos autores propuseram o modelo de mapa "Behaviors from Intergroup Affect and Stereotypes" (BIAS). Esses modelos se propõem a explicar como os indivíduos fazem julgamentos de outras pessoas e grupos dentro de duas dimensões principais de traços, cordialidade e competência, e discernir como esses julgamentos moldam e motivam nossas emoções, intenções e comportamentos sociais.

### Pose de poder
Em 2010, Cuddy, Dana Carney e Andy Yap publicaram os resultados de um experimento sobre como expressões não verbais de poder (como posturas expansivas, abertas e ocupantes de espaço) afetam os sentimentos, comportamentos e níveis hormonais das pessoas. Em particular, eles alegaram que a adoção de posturas corporais associadas ao domínio e ao poder ("pose de poder") por apenas dois minutos pode aumentar a testosterona, diminuir o cortisol, aumentar o apetite por risco e causar melhor desempenho em entrevistas de emprego. Isso foi amplamente divulgado na mídia popular. David Brooks resumiu as descobertas: "Se você agir com poder, começará a pensar com poder".
Outros pesquisadores tentaram replicar esse experimento com um grupo maior de participantes e uma configuração duplo cega. Os pesquisadores descobriram que as poses de poder aumentaram os sentimentos subjetivos de poder, mas não afetaram os hormônios ou a real tolerância ao risco. Eles publicaram seus resultados na Psychological Science. Embora Cuddy e outros continuem realizando pesquisas sobre poses de poder, Carney desmentiu os resultados originais. A teoria é frequentemente citada como um exemplo da crise de replicação na psicologia, na qual teorias inicialmente sedutoras não podem ser replicadas em experimentos subsequentes.

## Publicações

### Livros
Em dezembro de 2015, Cuddy publicou um livro de autoajuda defendendo poses de poder, Presence: Bringing Your Boldest Self to Your Biggest Challenges, que se baseou no valor da prática externa de poses de poder para se concentrar em projetar o eu autêntico com o conceito voltado para dentro de presença - definida como "acreditar e confiar em si mesmo - seus sentimentos, valores e habilidades reais e honestos". O livro alcançou pelo menos o 3º lugar na lista dos mais vendidos do The New York Times (Conselhos, instruções e diversos) em fevereiro de 2016. O livro foi traduzido para 32 idiomas.

### Trabalhos acadêmicos
- Cuddy, A. J. C.; Schultz, S. J.; Fosse, N. E. (2017). «P-Curving a More Comprehensive Body of Research on Postural Feedback Reveals Clear Evidential Value for Power-Posing Effects: Reply to Simmons and Simonsohn». Psychological Science. 29 (4): 656–666. PMID 29498906. doi:10.1177/0956797617746749
- Cuddy, A. J. C.; Glick, P.; Beninger, A. (2011). «The dynamics of warmth and competence judgments, and their outcomes in organizations». Research in Organizational Behavior. 31: 73–98. CiteSeerX 10.1.1.250.9367. doi:10.1016/j.riob.2011.10.004
- Carney, D.; Cuddy, A. J. C.; Yap, A. (2010). «Power posing: Brief nonverbal displays affect neuroendocrine levels and risk tolerance». Psychological Science. 21 (10): 1363–1368. PMID 20855902. doi:10.1177/0956797610383437, listed among "The Top 10 Psychology Studies of 2010" by Halvorson (2010).[32]
- Cuddy, A. J. C., Fiske, S. T., & Glick, P. (2008). Warmth and competence as universal dimensions of social perception: The Stereotype Content Model and the BIAS Map. In M. P. Zanna (Ed.), Advances in Experimental Social Psychology (vol. 40, pp. 61–149). New York, NY: Academic Press.
- Cuddy, A. J. C.; Fiske, S. T.; Glick, P. (2007). «The BIAS Map: Behaviors from intergroup affect and stereotypes». Journal of Personality and Social Psychology. 92 (4): 631–648. PMID 17469949. doi:10.1037/0022-3514.92.4.631
- Fiske, S. T.; Cuddy, A. J. C.; Glick, P. (2007). «Universal dimensions of social cognition: Warmth, then competence». Trends in Cognitive Sciences. 11 (2): 77–83. PMID 17188552. doi:10.1016/j.tics.2006.11.005
- Fiske, S. T.; Cuddy, A. J. C.; Glick, P.; Xu, J. (2002). «A model of (often mixed) stereotype content: Competence and warmth respectively follow from status and competition». Journal of Personality and Social Psychology. 82 (6): 878–902. PMID 12051578. doi:10.1037/0022-3514.82.6.878

### Palestra TED
- TED Talk: Amy Cuddy:  "Your body language shapes who you are" (TED Global, June 2012), about the effect of peoples' body language on their perception of how powerful they themselves are.
- PopTech Annual Conference, 'Talk of the Day' October 21, 2011[33]

## Premios e honras
- Fórum Econômico Mundial Jovem Líder Global, 2014[34]
- Revista Time 'Game Changer', 2012[35]
- Rising Star Award, Association for Psychological Science (APS), 2011[36]
- A Lista HBR: Ideias Inovadoras para 2009, Harvard Business Review[37]
- Prêmio Michele Alexander Early Career, Society for the Psychological Study of Social Issues, 2008[12]
- BBC 100 Women, 2017[38]